# すんどめ自衛隊
『すんどめ自衛隊』（すんどめじえいたい）は、かたやままことによる日本の漫画作品。『漫画ゴラクスペシャル』（日本文芸社）にて、2016年9月号から2018年8月号まで連載された。
かたやま自身のblogによればネーム時点でのタイトルは『たってなさいミタカ君!!』『WACWAC（わくわく）させてミタカ君』だったが、内容が判りづらいということで、編集がタイトルを決定した。また、掲載誌である『漫画ゴラクスペシャル』の前身『別冊ゴラク』でかたやまが連載していた『ノンポリ』『迷彩服で朝食を』と同様の路線であることをblogで述べている。

## あらすじ
鷹ヶ峯 渡はレンジャー徽章を有する優秀は陸上自衛官である。しかし、鷹ヶ峯は女性が苦手という弱点があった。
そんな鷹ヶ峯が百瀬陸上自衛隊東部方面総監直々に特命を受け、「ワケアリWAC（女性自衛官）」の教官任務に付く。

## 主な登場人物
鷹ヶ峯 渡
一等陸尉（この任務に携わるにあたり、三等陸尉から特進）。
無反動砲や魚雷にも例えられる巨大な股間のブツを所有していることから「三本足の鷹」略して「ミタカ」の異名を持つ。
しかしながら、巨大過ぎるが故に勃起を続けると貧血を引き起こして意識を失う。また、射精せずには勃起が収まらない体質でもあるため、気絶後も勃起が続いた場合には死亡もあり得る。そのため、童貞である。
鷹ヶ峯本人も知らなかったが、書類上はPKO支援（自衛隊海外派遣）の一環で国外に赴任していることになっている。
百瀬 千秋（ももせ ちあき）
ワケアリWACの1番手。百瀬総監の隠し子。
サド体質であるが、実母が亡くなった後に豹変した義父に強制的に仕込まれたためである。
田中 チカ（たなか チカ）
ワケアリWACの2番手。百瀬総監の隠し子。
学生時代に教師から襲われたことで、男性不信になっており、レズビアンの気がある。
羽束師 千春（はづかし ちはる）
ワケアリWACの3番手。百瀬総監の隠し子。
巨乳。
砲を見ると発射せずにはいられない性質で、前部署では料理担当にされていた。
また、マゾ体質でもある。
百瀬総監
陸上自衛隊東部方面総監。娘たちを立派な自衛官にしたいが、通常の隊に入れては男性自衛官から狙われるという身もふたもない理由から、鷹ヶ峯を指名した。
百瀬 千冬（ももせ ちふゆ）
コミックス2巻より登場。百瀬総監の嫡子。31歳で他の3人よりも年上。狙った男は必ず堕とすと名高い。徒手格闘では鷹ヶ峯をいなす実力を持つ。
警務官を務めており、百瀬総監の不正監査（鷹ヶ峯を書類上は海外派遣していること等）の調査に訪れ、鷹ヶ峯の童貞も奪おうとしたが、物理的に断念する。その際に、千秋と童貞を奪えるか否か賭けをしていたため、千秋らと訓練を受けることになる。
百瀬 千早（ももせ ちはや）
コミックス2巻より登場。百瀬総監の嫡子。男の娘。千冬の実弟。
鷹ヶ峯の先端にペニスバンドを乗せることで、鷹ヶ峯の童貞を奪うことに成功する。

## 書誌情報
- かたやままこと 『すんどめ自衛隊』 日本文芸社〈ニチブンコミックス〉、全3巻
  1. 2017年5月10日発売、ISBN 978-4-537-13581-7
  2. 2018年1月19日発売、ISBN 978-4-537-13680-7
  3. 2018年9月29日発売、ISBN 978-4-537-13815-3